# Marche sur Rome
La marche sur Rome (italien : marcia su Roma) est une marche paramilitaire menée par les faisceaux italiens de Mussolini vers la capitale de l'Italie le 27 octobre 1922, dont le but premier était d'impressionner le gouvernement libéral alors encore en place et de faire pression sur la classe politique.
Le contexte de crise dans l'Italie d'après-guerre (les tensions entre classes sociales, le sentiment d'une victoire mutilée, un État libéral affaibli) est l'un des facteurs de la montée du fascisme et de sa conquête du pouvoir avec la marche sur Rome, mais les fascistes ont su aussi s'assurer le soutien de mouvements d'anciens combattants comme celui des Arditi d'Italia (appelés les « patriotes » par Ernst Nolte). 
Même si cette marche n'est, initialement, qu'un instrument de pression illégal sur le gouvernement, elle assure à Mussolini un accès facilité au pouvoir politique : mais elle constitue surtout un tournant symbolique pour les faisceaux italiens : ce n'est pas directement par elle que Mussolini accède au pouvoir, mais ce sont les dirigeants du gouvernement en place qui le lui confient. Cette victoire politique des fascistes entraîne de fortes répercussions sur l'organisation de l'État italien avec l'instauration de la dictature fasciste en 1925.

## Contexte

### Pays en crise
Les conséquences de la Grande Guerre engendrent une crise de l'immédiat après-guerre en Italie, ce qui crée des conditions favorables à la naissance du fascisme. En effet, même si l'Italie fait partie des vainqueurs de la guerre, elle se considère comme une vaincue de la paix. Le thème de la « victoire mutilée » se développe à cette époque, l'Italie étant déçue par les conclusions du traité de Versailles : ainsi, les territoires promis par les Alliés à l'Italie en 1915 à son entrée en guerre ne lui sont pas attribués en 1919. Cette frustration liée à l'irrédentisme italien se retrouve chez les petits paysans, soumis au pouvoir écrasant des propriétaires de latifundias, qui espéraient obtenir de nouvelles terres. Par conséquent, ce thème de la victoire mutilée est largement exploité par les mouvements nationalistes italiens, en plein essor à la fin de la guerre : ces mouvements nationalistes s'incarnent dans les anciens combattants italiens (les Arditi d'Italia) avec à leur tête Gabriele d'Annunzio, sacré héros national et admiré en tant que chef charismatique. Ces Arditi poussent l'opinion italienne à s'insurger contre cette paix qui spolie l'Italie selon eux.
Cette frustration collective s'inscrit de surcroît dans un contexte de crise économique et sociale, puisque l'Italie d'après-guerre est marquée par de graves difficultés économiques et des tensions sociales qui se renforcent entre les classes. Le pays est sorti de la guerre ruiné matériellement et économiquement, puisque le déficit budgétaire, sous la pression de l'effort de guerre, est multiplié par cent entre 1914 et 1918. Cette situation d'instabilité économique fait ressentir ses effets sur la population italienne, complètement ruinée, qui souffre de l'inflation croissante, de la hausse vertigineuse du taux de chômage et des impôts. Les braccianti vivent dans la misère et les classes moyennes subissent la dégradation de leur épargne. Voilà pourquoi les tensions sociales entre classes s'accroissent, entre grands propriétaires des latifundias et petits paysans déçus, faute d'avoir eu accès aux nouvelles terres promises mais non reçues.
Par conséquent, dans ce contexte de difficultés économiques et financières, de misère sociale, les masses commencent à s'agiter dès 1919. Ces protestations se sont inspirées du modèle de la Révolution bolchevique de 1917 en Russie[réf. nécessaire]. Ainsi l'agitation « sauvage » des masses se transforme en actes révolutionnaires dès 1920, année pendant laquelle les mouvements protestataires ouvriers et paysans sont à leur apogée. Cette période de l'Italie est connue sous le nom de « biennio rosso » (littéralement « les deux années rouges »).

### Forces politiques fascistes
Le mouvement fasciste prend son essor dans l'Italie d'après-guerre. Cependant, juste après la fin de la guerre, ce mouvement reste très marginal et peu influent, et il est difficile de le distinguer des autres mouvements nationalistes qui s'imposent. En effet, les Arditi d'Italia de Gabriele d'Annunzio, auréolés par leur conquête triomphante de la ville de Fiume, concurrencent le mouvement fasciste émergeant. Ainsi, malgré la création par Benito Mussolini des fasci italiani di combattimento (ou faisceaux italiens), qui sont des groupes paramilitaires réunissant tous les déçus de la « paix de Versailles » (comme quelques anciens combattants, des patriotes, des anarchistes, des bourgeois, des patrons et de jeunes nationalistes), les débuts du fascisme sont difficiles jusqu'à la fin de l'année 1920.
Cependant, les fascistes ont su utiliser le contexte de crise dans leur intérêt en instrumentalisant les mouvements contestataires du biennio rosso. Les bourgeois et les patrons s'inquiètent d'une possible révolution bolchevique italienne. Cette peur du bolchevisme les conduit alors à se rapprocher de l'idéologie fasciste. En effet, les fascistes se présentent comme les acteurs de la « contre-révolution préventive » et assurent qu'ils peuvent calmer la situation, au nom de la « lutte contre le bolchevisme ». Sont alors créées à cette période les squadre d'azione des faisceaux italiens, aussi appelés squadristes. Ces milices sont à l'origine de la répression violente des mouvements du biennio rosso puisqu'ils ont pour but de briser les grèves et d'intimider les socialistes. Ainsi en 1921, toute l'organisation syndicale et ouvrière est en décomposition et les fascistes ne rencontrent presque plus de résistances lors de leur victoire aux élections du 15 mai 1921, élections qui marquent l'entrée de 35 députés fascistes (dont Mussolini) à la Chambre.
L'essor du fascisme doit aussi beaucoup à son chef de file et à ses influences idéologiques et politiques. Dans ses débuts politiques, Mussolini milite dans l'aile radicale du socialisme, au Parti socialiste italien (PSI). Cependant, à l'approche du conflit mondial, Mussolini se détache des idéologies socialistes en revendiquant l'intervention et en luttant contre les neutralistes. Après être revenu du front en 1917 et après la signature de la paix, Mussolini ne parvient pas à imposer son mouvement fasciste (qui s'incarne dans les fasci dès 1919), ne bénéficiant pas du prestige de Gabriele D'Annunzio. Mais alors que le démarrage du fascisme est lent, Mussolini finit par imposer progressivement son mouvement au début des années 1920. Les fascistes de Mussolini s'inspirent alors des idées et des pratiques des Arditi de Gabriele D'Annunzio (à la fois concurrent et source d'inspiration pour Mussolini) : ils en récupèrent les symboles (tels que les chemises noires des légionnaires de Gabriele D'Annunzio qui deviennent celles des squadristi), le saluto romano ou bras tendu, le cri guerrier eja eja alala,, les chants nationalistes qui prônent la jeunesse…).
Ainsi, le mouvement fasciste finit par s'imposer sur la scène politique, et après l'échec des Arditi, les fascistes sont considérés comme les seuls capables de défendre l'irrédentisme italien. Afin d'encadrer et de maîtriser son mouvement, qui compte alors 2 200 faisceaux et 320 000 adhérents, et de soumettre les ras, Mussolini crée le Parti national fasciste (PNF) lors du congrès de Rome le 7 novembre 1921. Cette fondation marque un tournant dans le mouvement fasciste qui s'institutionnalise tout en s'assurant une assise politique stable, ce qui finit par l'amener au pouvoir.

### Décomposition de l'État libéral et fragilité de l'opposition
Le mouvement fasciste s'impose progressivement sur la scène politique face à un État libéral instable et en crise. L'Italie d'après-guerre est marquée par une instabilité gouvernementale : de 1919 à 1922 quatre gouvernements libéraux se succèdent et aucun ne parvient à faire reculer la force fasciste émergente. À l'arrivée d'Ivanoe Bonomi à la tête du gouvernement, l'État libéral se délite complètement : les décisions prises à l'échelon national ne sont pas suivies à l'échelon local. Ainsi, lorsque Bonomi souhaite enrayer la vague de violence qui frappe le pays et interdit, dans ce but, toutes les organisations armées, les autorités locales ne respectent pas cette décision et se servent des fascistes pour calmer la situation révolutionnaire de l'époque. De plus, Mussolini sait manipuler ce gouvernement libéral affaibli : il fusionne les squadristi et les 320 000 adhérents du PNF pour empêcher la suppression de ses squadre estimant que « le parti ne fait qu'un avec ses escouades ». Face à l'influence grandissante des fascistes et de leur parti, le gouvernement de Bonomi ne peut aller jusqu'à la dissolution du parti lui-même et se trouve donc obligé de reculer. Lorsque le gouvernement d'Ivanoe Bonomi est renversé en février 1922 et que Luigi Facta est désigné à sa place, l'État libéral italien ne contrôle plus rien.
Les forces d'opposition, étant affaiblies à cette époque, ne parviennent pas non plus à empêcher la victoire fasciste sur la scène politique. Ainsi, le Parti socialiste italien (PSI) a vu ses membres se réduire de moitié après la fondation du Parti communiste italien (PCI) en janvier 1921 lors du Congrès de Livourne : cette scission entre communistes et socialistes affaiblit ces partis, les communistes n'ayant eux-mêmes pas vraiment profité du déclin du PSI. Ces forces politiques, composant l'État libéral, n'ont pas réussi à s'unir en temps voulu pour repousser l'avancée fasciste. Don Sturzo (Parti populaire) et Giovanni Giolitti (démocrate-libéral) entretiennent même des relations tendues et les populaires refusent l'idée d'une alliance avec les socialistes. Ainsi ils ne participent pas à la « grève légalitaire » lancée par les socialistes (et par Turati en particulier). Mais cette grève est vouée à l'échec face aux fascistes qui s'imposent dans les villes et campagnes.
Les erreurs politiques des gouvernements libéraux qui se sont succédé à l'époque ont permis à Mussolini et ses fasci de se présenter comme l'unique force politique réelle du pays. Ces gouvernements ont laissé les fascistes rétablir l'ordre dans le pays, de même que le roi Victor-Emmanuel III qui est plutôt satisfait de voir quelqu'un régler la situation. La monarchie tout autant que le gouvernement libéral sont marqués tous deux par leur passivité et leur faible résistance face à la montée du fascisme. Par ailleurs, l'État libéral fait aussi l'erreur de vouloir intégrer le fascisme dans le jeu parlementaire, dans le but, finalement voué à l'échec, d'assagir le mouvement. Ainsi, le PSI et la CGL signent avec Mussolini, le « pacte de pacification » en août 1921, le but étant pour Mussolini de s'appuyer sur des forces politiques pour se faire entendre sur la scène politique et pour les socialistes de maîtriser le mouvement fasciste en essor,. Cependant ce pacte n'est pas respecté par les ras. Le contrôle du fascisme n'est donc pas possible et les forces du gouvernement, affaiblies, désorganisées, désunies ont trop de difficultés à résister contre le fascisme.

## Déroulement

### Accélération du mouvement fasciste (automne 1922)
Après la victoire sur la « grève légalitaire », l’arrivée au pouvoir de Mussolini ne fait alors plus de doute pour personne, mais la question est de savoir si ce sera par la force ou par la voie légale. À l’automne, le mouvement s’accélère. Le 4 septembre 1922, la ville de Civitavecchia est occupée par les squadristes, qui forcent l’administration socialiste à démissionner. Les fascistes prennent le contrôle de la ville, qui commande une voie importante d’accès à Rome. Le 14 septembre, les fascistes bousculent le ministre de l’Instruction publique Anile lors d’un discours à Ancône. La ville échappe alors au contrôle gouvernemental, de même que Terni. De plus, le 2 octobre, la ville de Bolzano est occupée, et le maire est chassé car il était de langue allemande (ce qui est utilisé comme prétexte par les nationalistes). Le lendemain, les fascistes occupent Trente, où ils forcent le gouverneur à démissionner. Le 8, ils empêchent un sous-secrétaire d’État de prendre la parole dans une cérémonie. Les bureaux d’un ministère sont occupés le 11 octobre, et le lendemain c’est le domicile d’un député socialiste de Pérouse qui est saccagé (et son occupant banni).
Plus précisément, même si certains Italiens la pressentaient déjà avant, au mois de septembre, l’idée d’une marche sur Rome commence à se faire réellement sentir. Par exemple, lors d’un voyage en train, le baron Blanc, important industriel italien, confie à l’ambassadeur de Belgique qu’un coup d’État se prépare et que les chemises noires vont marcher sur Rome. Par ailleurs, « L’Agence des informations » communique pour la 1re fois le 3 octobre des informations précises sur une « marche sur Rome » en cours de préparation. Le 4 octobre, au lendemain de l’occupation de Trente, Alberto de Stefani y proclame un discours, et annonce que « Ceci est la première étape de la marche sur Rome ».
Ce même jour, Mussolini prononce un discours à Milan. Il semble inviter à une prise du pouvoir par la force, mais en même temps, il propose au gouvernement de provoquer des élections. Ainsi, même devant l’accumulation de preuves d’une marche sur Rome en préparation, Mussolini continue d’offrir deux routes possibles. L’historien Max Gallo explique qu’« en gardant l’apparence d’une alternative, Mussolini paralyse ce qui peut rester de résistance dans l’État en même temps qu’il appâte tous les représentants politiques italiens… et jusqu’à Facta. Car les conversations se multiplient en ces premiers jours d’octobre. Chacun espère s’adjoindre Mussolini pour un grand ministère ».
La politique du président du Conseil Luigi Facta est qualifiée par l’historien Robert Paris de « faillite ou complicité ». Sous prétexte de neutralité, celui-ci ne prend pas de mesures contre cette montée du fascisme. Sa seule réaction antifasciste concerne le 4 novembre. Luigi Facta décide, le 17 octobre, d’en faire la fête nationale, et il invite Gabriele d'Annunzio à présider la cérémonie. L’objectif est de calmer le jeu, d’apaiser les anciens combattants et les nationalistes. Pour Mussolini, cette décision va justement le pousser à concrétiser cette idée de marche sur Rome.

### Préliminaires
Dès le départ, Mussolini conçoit la marche sur Rome non pas comme un coup d’État en lui-même, mais comme un moyen de pression pour obtenir le pouvoir légalement. Pour apparaître rassurant, il va donc entamer des discussions avec l’ensemble des dirigeants traditionnels. Pour gagner les milieux économiques, il se pose d’abord en défenseur du capitalisme. Dans sa revue Gerarchia, il se présente en faveur d’un « État manchestérien » (libéral). Du côté de la famille royale, il peut compter sur le soutien du duc d’Aoste et de la reine mère Marguerite. Pour rassurer le roi, Mussolini affirme que bien que le fascisme soit « tendanciellement républicain », il respectera la monarchie si elle reste neutre. En outre, il négocie avec les chefs libéraux (Giovanni Giolitti, Antonio Salandra, Francesco Saverio Nitti) qui espèrent, comme l’a remarqué Max Gallo, profiter du fascisme pour revenir au pouvoir. Enfin, des rapprochements sont effectués avec Luigi Facta lui-même, pour freiner les ardeurs antifascistes de certains de ses ministres. Par ailleurs, il reçoit dès le 25 septembre le soutien des nationalistes, et le 8 octobre celui du Parti libéral (où prévaut la tendance Salandra).
Le 24 octobre, au congrès de Naples, Mussolini prononce un discours devant un défilé de 40 000 chemises noires. Il lance à ses troupes « Ou ils nous donnent le gouvernement, ou nous le prenons en allant à Rome ! ». De son côté, le pouvoir semble toujours aussi aveugle devant l’imminence de la marche sur Rome, à moins qu’il ne soit complice. En témoigne le télégramme, envoyé ce jour-là, par le président du Conseil Luigi Facta : « Le rassemblement fasciste se poursuit tranquillement… Je crois désormais abandonné le projet de marche sur Rome. ».
Le soir même, le Duce finit de mettre au point la stratégie de la marche sur Rome. À 22 h à l’hôtel Vesuvio, se réunissent Mussolini, et le quadrumvirat (commandants du mouvement) Italo Balbo, Cesare Maria De Vecchi, Emilio De Bono et Michele Bianchi pour l’aspect militaire, ainsi que Starace, Attilio Teruzzi et Giuseppe Bastianini pour l’aspect politique. Il est prévu que les « hiérarques » du parti se déchargent de tous leurs pouvoirs sur les quadrumvirs qui dirigeront les manœuvres d’encerclement de la capitale depuis leur quartier général de Pérouse. Rome sera investie par trois colonnes qui se formeront dans les localités de Santa Marinella, Monte Rotondo et Tivoli. L’Italie est divisée en douze zones, chacune dirigée par un inspecteur, qui devra veiller à mobiliser et occuper les points stratégiques à l’annonce du soulèvement. La mobilisation est programmée pour le 27 octobre et l’attaque de Rome pour le 28. 
Les 25 et 26 octobre, la mobilisation secrète commence. Michele Bianchi prononce sa fameuse phrase « Fascistes, à Naples il pleut, qu’y faites-vous encore ? », qui est chaleureusement accueillie avec des : « À Rome ! À Rome ! ».
Le soir même, Mussolini rejoint Milan, pour partir en Suisse si les choses tournent mal. Il n’est alors pas sûr de réussir son coup, ni même de le tenter. Le peu de préparation de l’expédition prouverait plutôt le contraire. Par conséquent, il ne participe pas personnellement à la marche sur Rome.

### Un coup d'État?

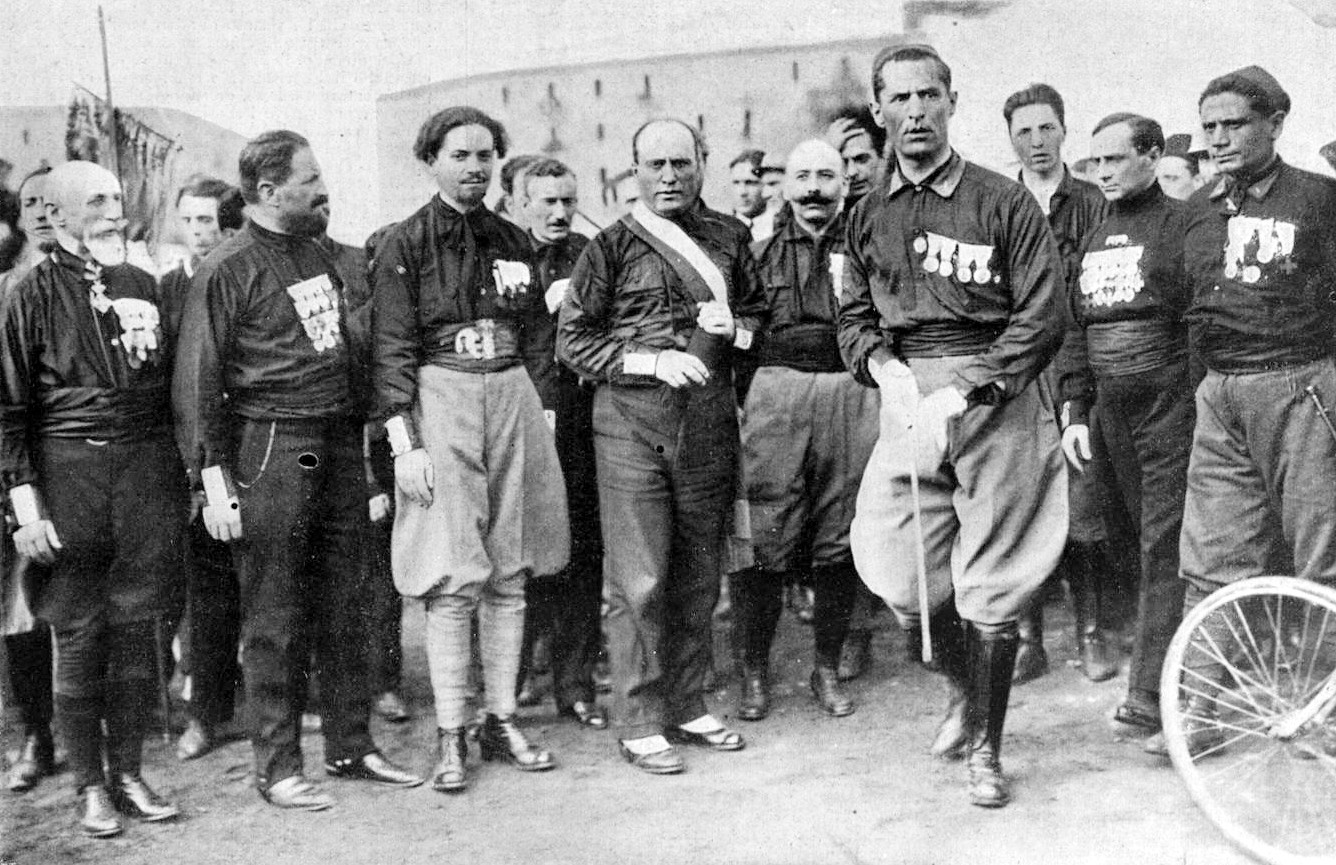
Benito Mussolini et ses chemises noires participant à la marche.

La marche sur Rome commence le 27 octobre 1922. Une traite de trois millions de lires a été signée pour en couvrir les frais. Le Quadrumvirat publie une proclamation affirmant que la loi martiale du fascisme entre en vigueur dans toute l’Italie. Aidés parfois par l’armée, les squadristes prennent le contrôle des préfectures, gares, commissariats, centraux téléphoniques, dans l’Italie du Nord et du Centre. Généralement, les autorités civiles laissent le pouvoir aux militaires, qui négocient avec les fascistes. Parfois, les autorités militaires collaborent ouvertement avec les chemises noires, comme à Trieste, Padoue ou Venise. Il y a des résistances (Vérone, Ancône, Bologne), et partout une situation de flottement, d’hésitation. Armée et squadristes sont face à face, les militaires attendent de savoir ce qui va se passer. Le gouvernement pourrait alors réagir mais il n’en fait rien. Les fascistes se saisissent des leviers de commande que l’État ne maîtrise plus.
La marche sur Rome est donc une réelle insurrection. Mais son succès est mitigé. En effet, les squadristes avancent sous la pluie et se trouvent rapidement sans vivres et déjà désemparés. Sans l’appui de l’armée, les squadristes auraient tôt fait de se disperser et de rentrer chez eux. La marche sur Rome, c’est en réalité 26 000 hommes, mal armés, sans vivres et trempés par la pluie battante, qui avancent péniblement. À cette occasion, Ercole Boratto devient le chauffeur personnel du Duce (jusqu'à son arrestation en juillet 1943 à la villa Savoia). Au matin du 28, les marcheurs sont facilement stoppés : un arrêt des trains ordonné par le gouvernement et 400 carabiniers auront suffi. Les fascistes ne montrent pas de résistance. De l’autre côté, à Rome, le général Pugliese dispose d’une armée bien équipée de 28 000 hommes. Le gouvernement a donc les moyens de mettre fin à la marche sur Rome s’il le souhaite. Les Quadrumvirs, installés à Pérouse, sont inquiets. La faillite militaire de la marche sur Rome est déjà évidente. Mais cet échec de la marche sur Rome au sens strict ne va pas pourtant signifier l’échec de la prise du pouvoir.

## Conséquences politiques

### Prise du pouvoir

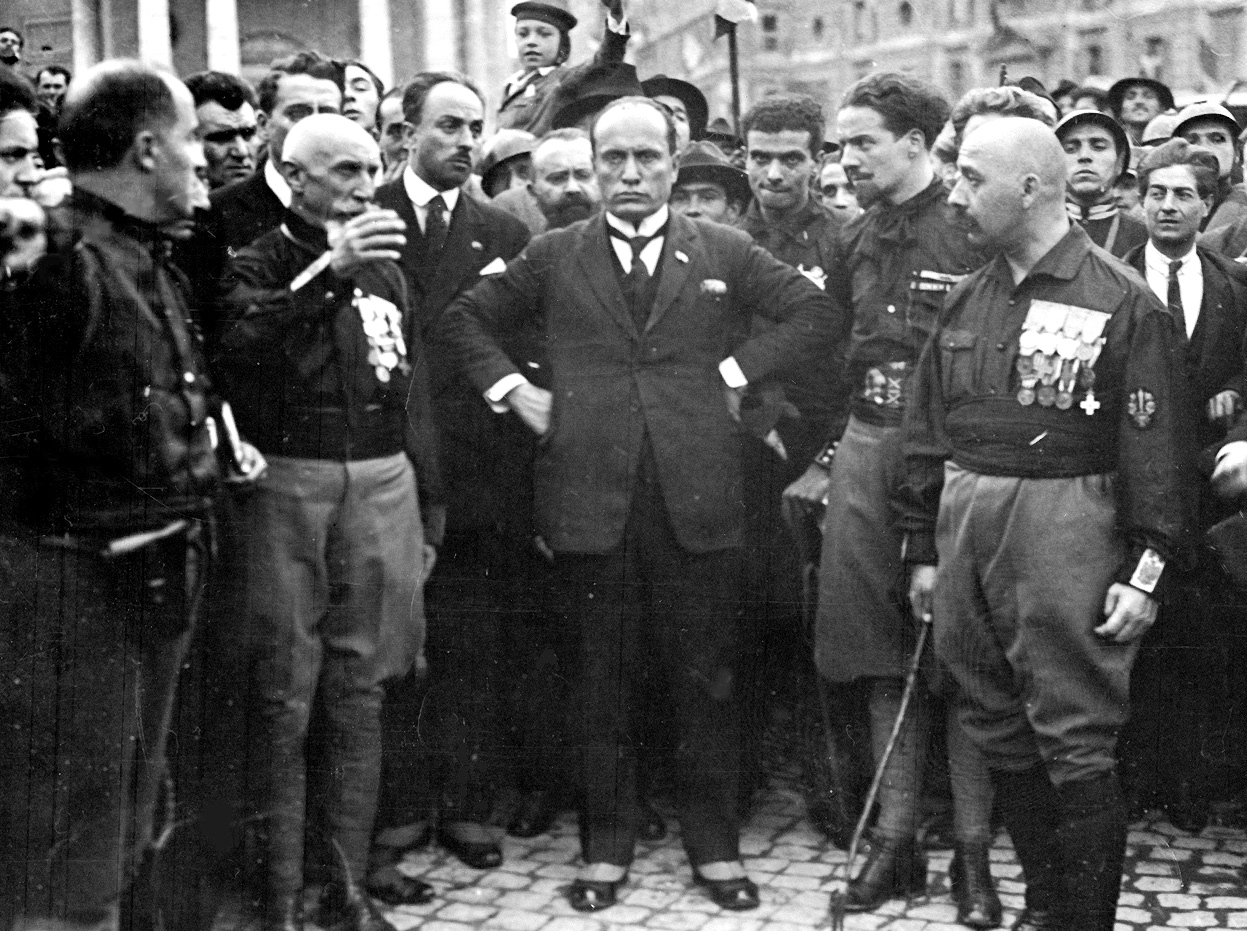
Benito Mussolini en compagnie d’Emilio De Bono, d’Italo Balbo et de Cesare Maria De Vecchi.

Les fascistes prennent alors contact avec Salandra et transmettent l’ultimatum de Mussolini : « Facta démissionne ou je marche sur Rome ». Luigi Facta décide de résister et de s’opposer aux chemises noires. Le 28 octobre, il propose au roi de proclamer l’état de siège mais certains ministres hésitent. La nouvelle se répand dans le pays. Les préfets devront procéder à l’arrestation de tous les chefs fascistes. Mais le roi a peur de perdre sa couronne en contrant les fascistes, et il refuse donc de signer la proclamation. Il propose à 18 h un gouvernement Salandra à participation fasciste. Cette solution est préconisée par le roi mais aussi par la droite libérale, les milieux militaires et les nationalistes. Victor-Emmanuel III désavoue ainsi son gouvernement. L’historien Gaetano Salvemini déclare ainsi que « Jusqu’à 12 h 15, le 28 octobre (date à laquelle le communiqué est transmis aux journaux), Salandra et le roi auraient pu négocier avec les fascistes pour les faire entrer dans le cabinet en qualité de subalternes. À partir de 12 h 15, le 28 octobre, Mussolini devient le maître ».
En effet, Mussolini refuse la proposition du roi de former un gouvernement avec Salandra. Par ailleurs, il enregistre le ralliement du grand capital (industriel, agricole et financier). La Confindustria – Confagricola – Association bancaire envoie un message à Salandra pour l’avertir que la crise n’admet qu’une solution : un gouvernement Mussolini. Un autre télégramme allant dans le même sens est envoyé par les sénateurs Luigi Albertini (du journal « libéral » Corriere della Sera) et Conti (magnat de l'industrie électrique). Salandra est au pied du mur. Il va proposer 4 portefeuilles au Duce, mais celui-ci refuse. Salandra doit céder. Le roi va inviter Mussolini à se rendre à Rome pour constituer un gouvernement, ce qu’il fait aussitôt. Mussolini en est informé par téléphone par Cesare Maria De Vecchi. Mais, méfiant ou orgueilleux, il exige un télégramme personnel du roi. Il le reçoit dans l’après-midi, et le soir même il prend son départ pour Rome en wagon-lit. La prise de pouvoir de Benito Mussolini est aussi secrètement soutenue par le gouvernement britannique.
Finalement, la marche sur Rome n’est donc pas un succès en tant que tel : quelques milliers de fascistes, mal préparés, qui sont rapidement stoppés par les forces gouvernementales. Cependant, elle sert de moyen de pression pour obtenir le pouvoir légalement. La constitution, qui prévoit que le roi est le seul maître de la composition du gouvernement, est respectée. On ne peut donc pas parler de coup d’État (pronunciamento). Mais Mussolini va maquiller cet évènement, le réécrire et le faire réécrire pour le rendre plus épique et le faire passer pour un vrai coup d’État. Le 30 au matin, il se présente devant le roi en chemise noire et lui déclare « je viens tout droit de la bataille, qui s’est déroulée heureusement sans effusion de sang ». Le soir, afin qu’on puisse réellement parler de marche sur Rome, il ordonne aux squadristes (qui étaient toujours bloqués) de défiler dans les rues de la capitale.
Les historiens Berstein et Milza offrent une parfaite conclusion de cet évènement : « L’arrivée au pouvoir des fascistes n’est donc pas, comme le prétendra la légende forgée par Mussolini, le résultat d’une lutte victorieuse contre le bolchevisme, mais bien davantage celui de la violence anarchique du squadrisme succédant à l’échec d’un mouvement socialiste moribond. Celui, d’autre part, d’une intrigue politique menée par Mussolini dans le cadre d’un État en pleine décomposition. Le fascisme n’a pas remporté une victoire sur des adversaires menaçants. Il s’est installé à la tête de l’Italie à la faveur du vide politique qui y régnait ».

### Prémices de l'instauration légale de la dictature fasciste

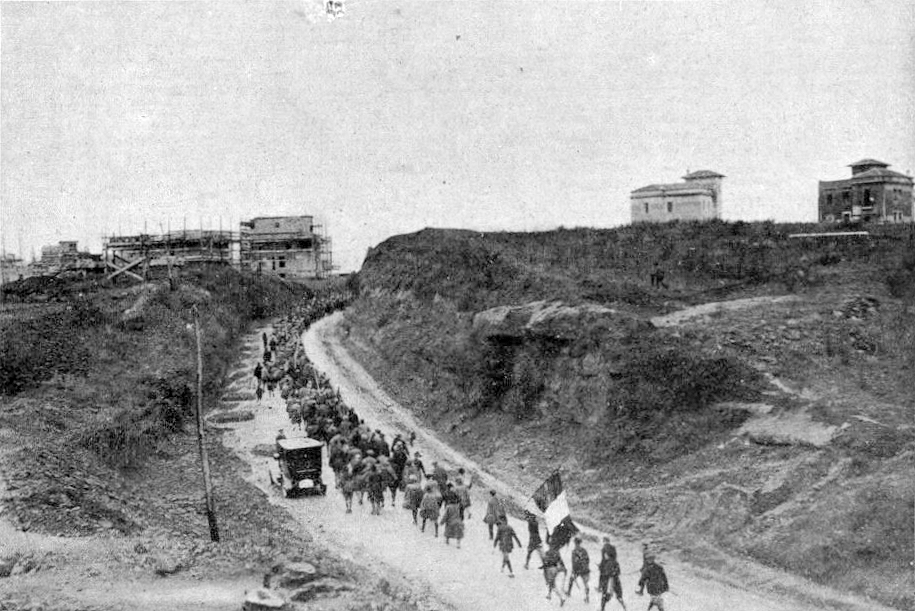
Fascistes faisant mouvement sur Rome.

Alors que Mussolini est appelé à la tête du gouvernement, son but premier est de rassurer l'opinion italienne, après son coup de force incarné dans la marche sur Rome : il ne cherche donc pas à imposer avec violence une dictature mais tente d'apparaître comme l'homme capable d'incarner l'autorité du gouvernement tout en œuvrant pour le rétablissement de la paix sociale dans le pays, de la « normalisation » ou du retour à la normale,. Mussolini veut avant tout consolider cette prise de pouvoir, sachant que les fascistes ne comptent que 35 députés à la Chambre. Ainsi, afin d'illustrer son apparente politique modérée, il met en place un gouvernement de coalition modéré puisque ce gouvernement ne compte que trois fascistes, au côté d'autres ministres de toutes tendances politiques (des démocrates-libéraux giolittiens, des démocrates-sociaux nittiens, des monarchistes, quelques populaires du PPI, seuls les communistes et les socialistes étant exclus). Cette politique donne l'impression qu'une entente est possible entre les fascistes et le reste de la classe politique et peut aussi laisser croire aux gouvernants libéraux qu'il est encore possible de placer Mussolini sous contrôle.
Néanmoins ce premier temps modéré de la politique fasciste n'est qu'un début et rapidement Mussolini laisse entrevoir son réel but : l'instauration d'une dictature. L'ouverture de la voie vers cette instauration est permise par le vote de la Chambre et du Sénat des pleins pouvoirs accordés pour un an à Mussolini en novembre 1922, ce qui lui permet de poser les fondements de sa dictature à l'apparence légale. Et alors que la politique de Mussolini se donnait une apparence modérée au tout début de la prise de pouvoir, les violences fascistes se renforcent de nouveau, le PNF fondant sa stratégie sur cette violence politique (violence exercée contre les opposants par exemple). Ainsi, il laisse les squadristes démanteler les organisations ouvrières et paysannes dans les villes et campagnes dans lesquelles ils sont dominants et finit par interdire les grèves.

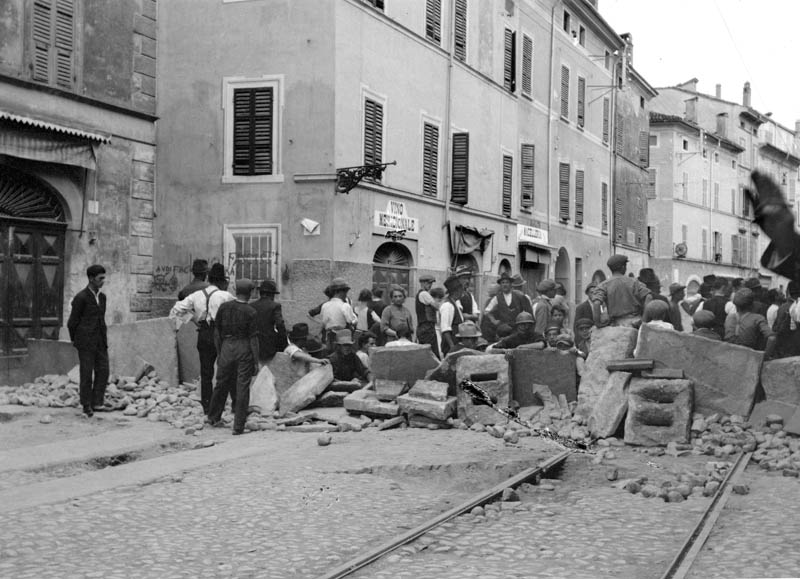
Barricade antifasciste à Parme (début août).

Enfin, Mussolini mène ce que l'on peut appeler une « tactique de l'étouffement » : il tente en effet d'affaiblir les institutions de l'État libéral qui étaient en place, en créant des institutions et organes fascistes, en parallèle à ceux de l'État. Le Grand Conseil du fascisme est créé le 15 décembre 1922, date à laquelle il se réunit pour la première fois : ce Grand Conseil se compose des ministres fascistes du gouvernement, des responsables du PNF et de hauts fonctionnaires. Il détient un rôle majeur et supplante le gouvernement lui-même puisque c'est ce nouvel organe fasciste qui prend les décisions politiques, alors que le Parlement italien n'a plus qu'à les valider et le gouvernement à les exécuter. L'émergence d'organes fascistes continue avec la fondation (décidée par le Grand Conseil) d'une milice volontaire pour la sécurité nationale (MVSN : Milizia volontaria per la sicurezza nazionale) en janvier 1923. Cette milice est placée sous le contrôle du chef de gouvernement, Mussolini, et n'a pas à prêter serment au roi : c'est donc bien une institution fasciste qui prend totalement ses distances et son indépendance vis-à-vis de la monarchie et de l'ancien État italien, et qui n'obéit qu'à l'idéologie et aux chefs fascistes.

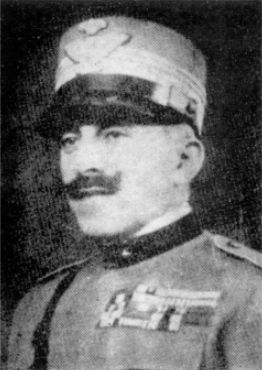
Emanuele Pugliese.
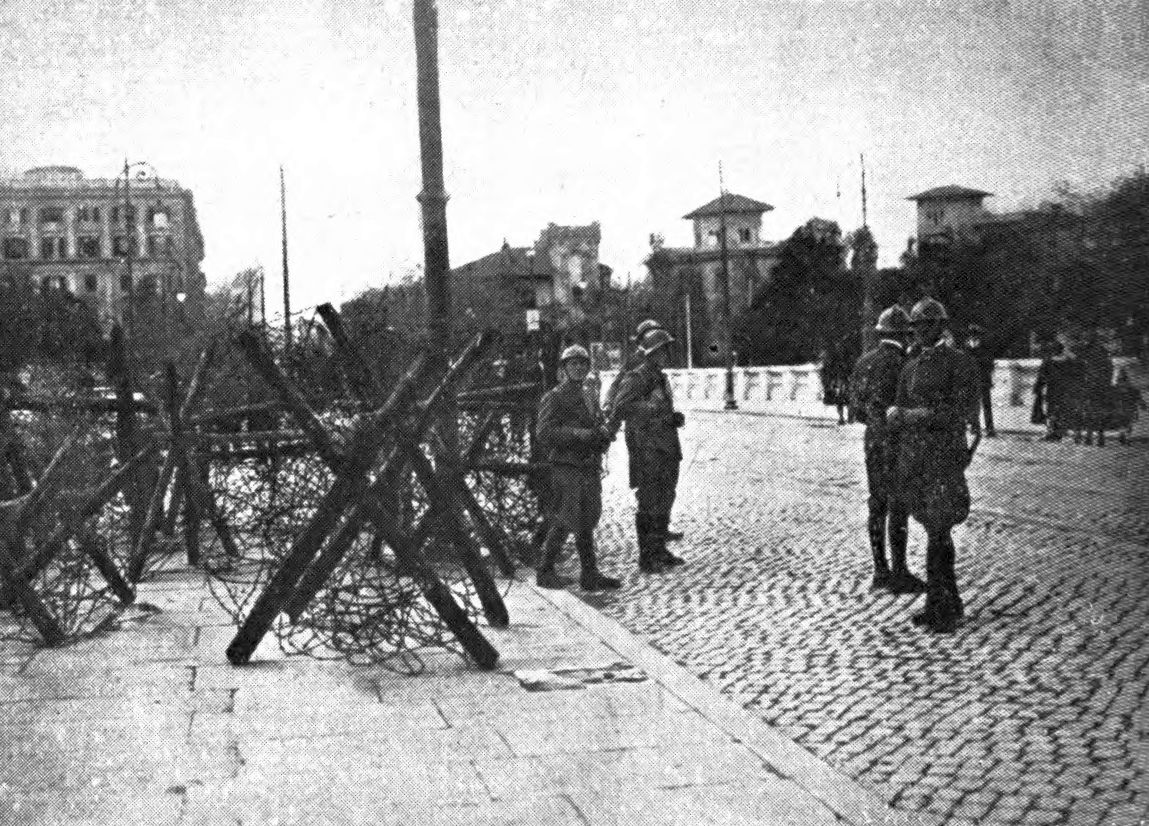
Barrages routiers sur les berges du Tibre à Roma.
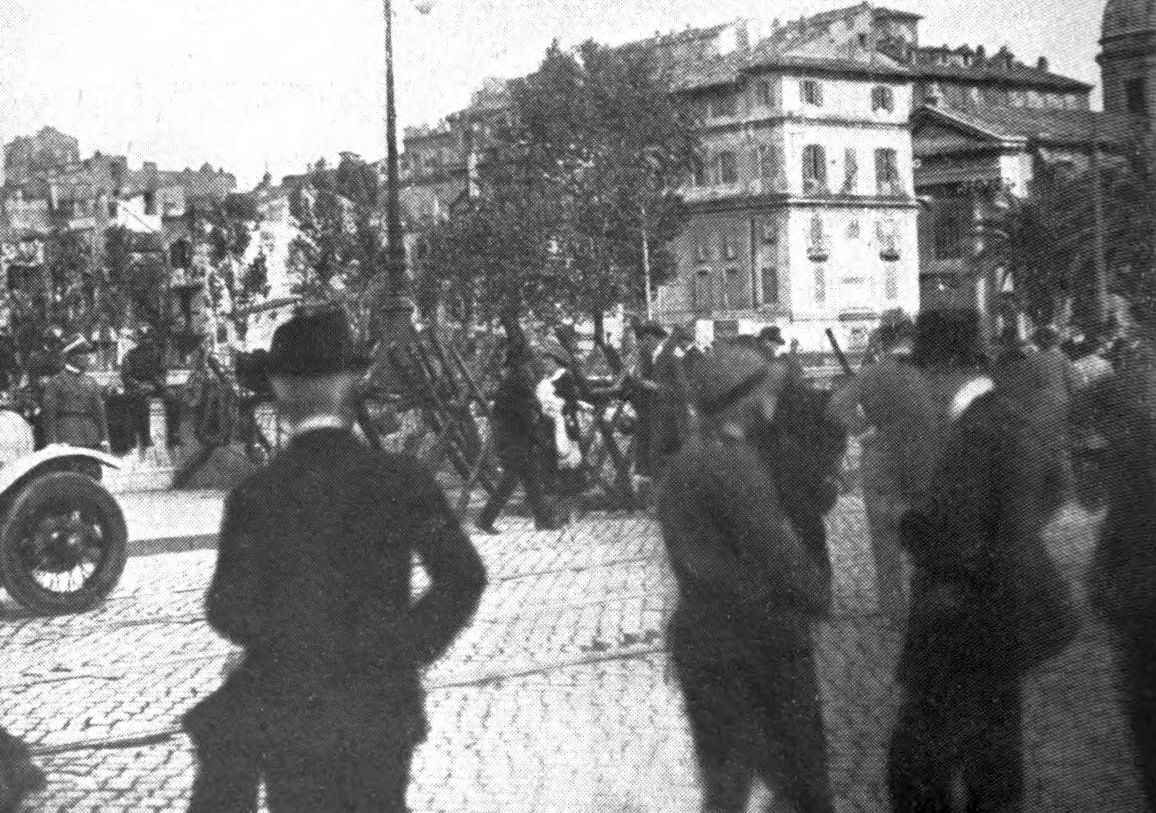
Barrages routiers à l’entrée du pont Cavour à Rome.

Mussolini place à la tête de cette milice les généraux qui ont préparé la marche sur Rome en octobre 1922 tels qu'Emilio De Bono par exemple. De plus, il va jusqu'à dissoudre la garde royale en janvier 1923 : ainsi la police d'État (via cette milice et via les squadristes, officiellement intégrées dans la MVSN) est aux mains des fascistes et non plus des précédents gouvernants et du roi Victor-Emmanuel III. Un autre exemple de cette stratégie de dédoublement des organes officiels de l'État est la création, par Mussolini, des « préfets volants », : ces préfets sont en fait les chefs locaux des groupes fascistes (les ras) et sont envoyés dans tout le pays afin d'imposer l'idéologie fasciste et ses nouvelles pratiques et décisions au niveau local. Mussolini commence donc à instaurer une dictature fasciste en créant des organes fascistes spécifiques. Cependant le véritable tournant du régime de cette dictature, à l'apparence légale, ne se fait qu'après l'assassinat de Matteotti.

## Postérité et commémoration

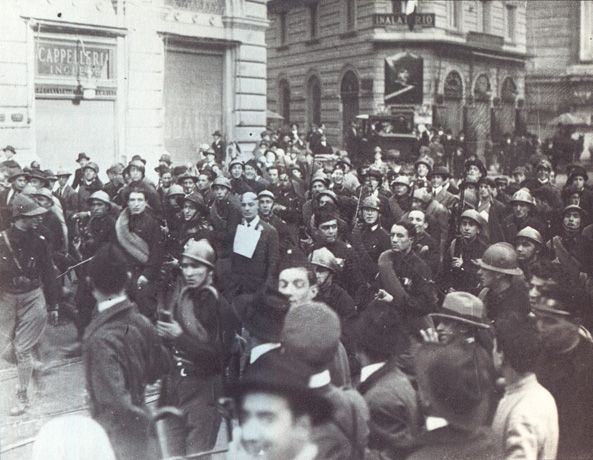
Giuseppe Lemmi, malmené et brocardé dans la rue par les fascistes.

La marche sur Rome ne représente pas un tournant crucial pour le régime italien et pour l'évolution de la pensée politique de Mussolini, le régime fasciste n'étant véritablement instauré qu'après les années 1924 et 1925. Cet évènement a donc surtout un aspect symbolique dans la prise du pouvoir par les fascistes. C'est justement cette symbolique que le régime fasciste met alors en avant afin de conférer à la marche sur Rome une dimension mythique et même fondatrice de la dictature fasciste. La propagande fasciste s'empare donc rapidement de cet évènement et dès le premier anniversaire de la prise du pouvoir par les fascistes, le PNF décide de lui donner un statut de fête nationale. Ainsi en 1923 une nouvelle marche sur Rome est organisée, mise en scène de façon spectaculaire et beaucoup plus disciplinée, afin de raviver le souvenir de la marche originale tout en la glorifiant ; le but étant de la transformer en mythe consacrant et légitimant le régime fasciste. Dès 1927, le 29 octobre devient même le début de chaque nouvelle année, transformant ainsi le calendrier italien en symbole de la dictature fasciste.

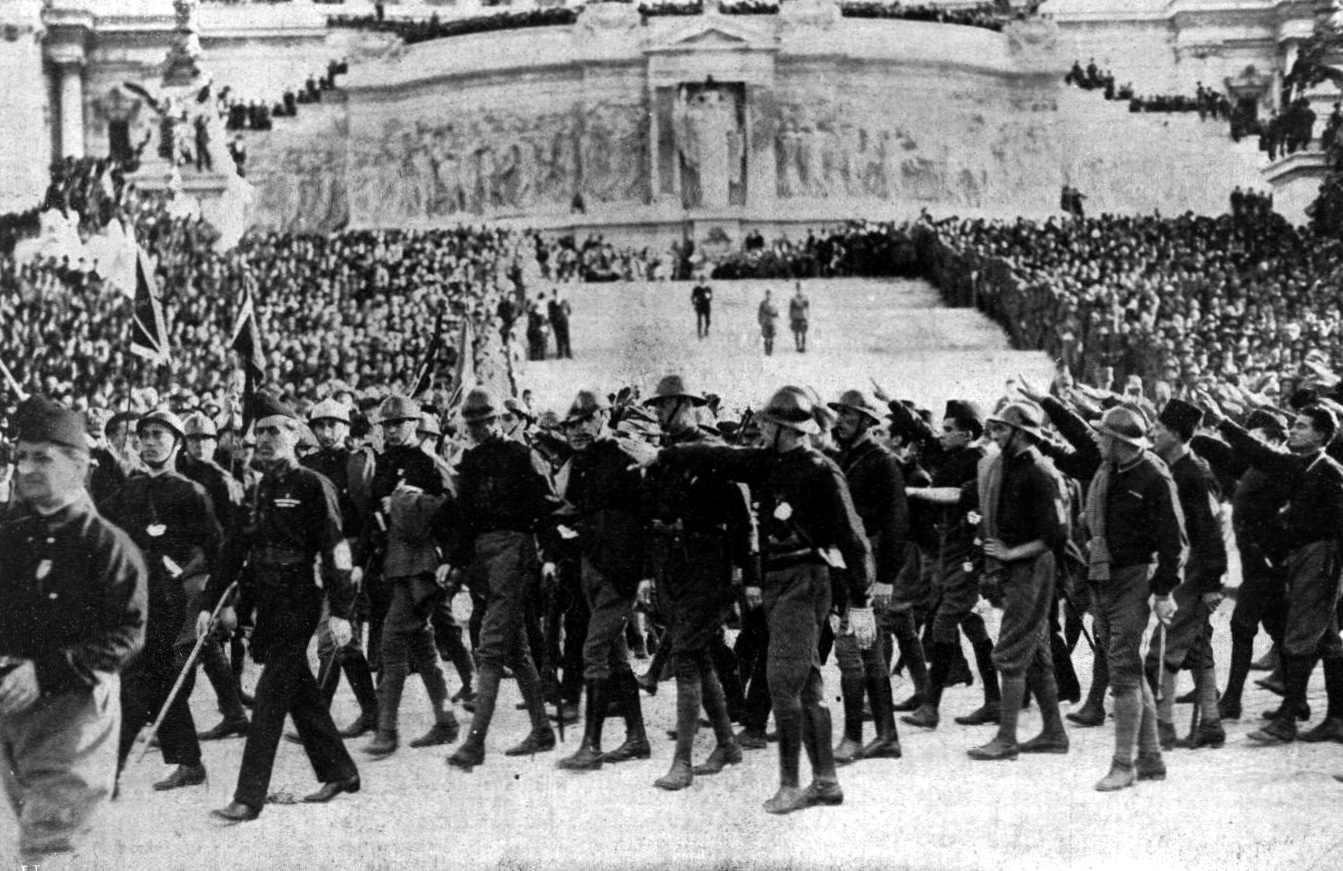
Défilé fasciste devant le monument à Victor-Emmanuel II à Rome.
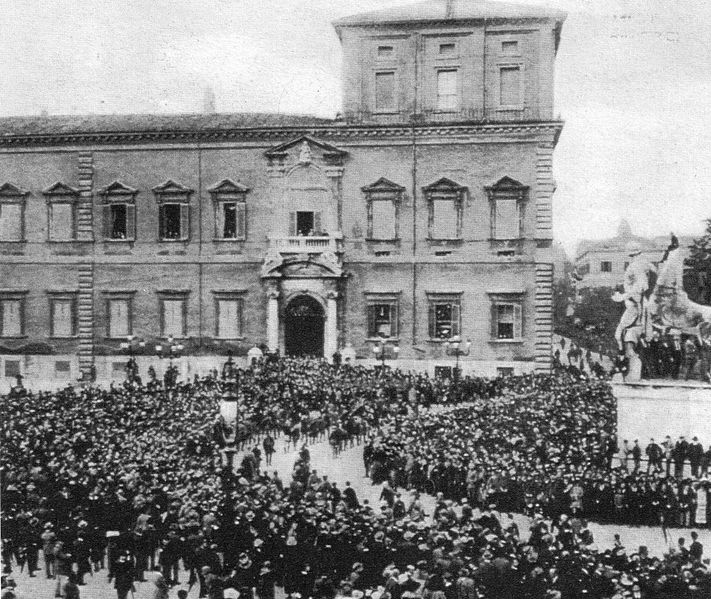
Défilé fasciste devant le palais du Quirinal à Rome.

L'une des commémorations exaltant le plus cette « révolution fasciste » reste cependant l'exposition de la Mostra della Rivoluzione Fascista de 1932. Elle célèbre le dixième anniversaire de la marche sur Rome. Le parcours est divisé en 19 salles, chacune représentant une année entre 1915 et 1932. Le but est évidemment de glorifier l’évènement, et particulièrement ceux qu’on a appelé les « martyrs du fascisme ». Christian Delporte et Annie Duprat font remarquer que « si l’insurrection était magnifiée, la violence fasciste était comme tenue à distance par cette construction mémorielle ». Dans la première salle consacrée à la marche sur Rome, « des mitrailleuses étaient exposées occupant une fonction, précisait bien le catalogue, désormais purement décorative. En revanche, le sacrifice fasciste était exalté dans la mise en scène essentiellement religieuse ». Cette exposition fut un franc succès, puisqu’elle fut prolongée pendant deux ans et accueillit presque quatre millions de visiteurs. D’autres expositions eurent lieu en 1937, 1939 et 1942, mais sans rencontrer le même succès.
Sans qu’il s’agisse d’une glorification de l’évènement (au contraire), la comédie italienne La Marche sur Rome, réalisée en 1962 par Dino Risi, relate les faits à travers les aventures de deux chemises noires.
Aujourd'hui encore certaines personnes continuent de se référer à la marche sur Rome. Un article de la Tribune de Genève, titré « Les nostalgiques du Duce fêtent la marche sur Rome », révèle ainsi qu'en octobre 2012 environ 1 000 manifestants ont décidé de célébrer le 90e anniversaire de la Marche en défilant à Predappio, ville natale de Mussolini.

## Documentaire
- 1923 : A noi (À nous[54]) réalisé par Umberto Paradisi[55].
- 2022 : Opération : marche sur Rome réalisé par N. Misino Valentino[56].

### Ouvrages généraux
- Serge Berstein et Pierre Milza, Histoire du XXe siècle : La fin du monde européen (1900-1945), t. 1, Paris, Hatier, 1996.
- Ernst Nolte, Fascisme et totalitarisme, Paris, Robert Laffont, 2008.
- Angelo Tasca, Naissance du fascisme, Gallimard, 1938.

### Ouvrages spécialisés
- Serge Berstein et Pierre Milza, L'Italie contemporaine : du Risorgimento à la chute du fascisme, Paris, Armand Colin, 1995.
- Serge Berstein et Pierre Milza, L’Italie fasciste, Paris, Armand Colin, 1970.
- Jean-Dominique Durand, L'Italie de 1815 à nos jours, Paris, Hachette Supérieur, 1999.
- Philippe Foro, L'Italie : de l'unité à nos jours, Paris, Ellipses, 2009.
- Max Gallo, L’Italie de Mussolini, Paris, Tallandier, 1980 (1re éd. 1964).
- Jacques Georgel, L'Italie au XXe siècle (1919-1999), Paris, La Documentation française, 1999.
- Didier Musiedlak, La marche sur Rome : entre histoire et mythe, Paris, Sorbonne Université Presses, 2022.
- Didier Musiedlak, Mussolini, Paris, Presses de Sciences Po, 2005.
- Robert Paris, Histoire du fascisme en Italie : des origines à la prise du pouvoir, t. 1, Paris, François Maspero éditeur, 1962.
- Gilles Pécout, Naissance de l'Italie contemporaine (1770-1922), Nathan, 2002 (1re éd. 1997).

### Articles
- Marie-Anne Matard-Bonucci, « La « marche sur Rome », de l’image au signe : mémoire et mise en images officielles de l’événement », dans Christian Delporte et Annie Duprat (dir.), L'événement : images, représentations, mémoire, Grânes, Créaphis, 2003, 265 p. (ISBN 2-913610-29-3).